# Болгарский, Василий Иванович
Василий Иванович Болгарский (1771—1848) — государственный деятель Российской империи, Вятский гражданский губернатор, сенатор, председатель Медицинского совета Министерства внутренних дел, действительный тайный советник.

## Биография
Болгарский родился в семье священника; дата его рождения точно не установлена. Получил образование в Московской духовной академии, а потом обучался в Московском университете и поступил на службу кадетом в Оренбургский драгунский полк. Находясь на Оренбургской пограничной линии, он неоднократно участвовал в походах на киргиз-кайсаков. В чине прапорщика был назначен адъютантом к генерал-поручику Игельстрому, оставаясь при котором до 1796 года, занимал последовательно должности: военного секретаря, адъютанта и управляющего военно-походной канцелярией. В течение этого времени он принимал участие в войне со Швецией 1790 года (сражался под Пардокоски и Керни) и в 1794 году — с Польшей, причём, тяжело раненый под Варшавой, был взят неприятелем в плен и освободился лишь через 7 месяцев. В бытность генерала Игельстрома начальником над Оренбургским краем Болгарский находился в делах при усмирении киргиз-кайсаков Меньшей Орды и тогда же способствовал учреждению в орде правильного судопроизводства и развитию торговых сношений с Бухарой и Хивой.
29 января 1796 года Болгарский был переведён в Нижегородский драгунский полк, участвуя с которым в войне с Персией, находился при осаде и взятии Дербента и при занятии многих провинций, а также полуострова Камышевки, за что пожалован в премьер-майоры, с переводом в конно-гренадерский Военного Ордена полк.
В декабре 1797 года Болгарский был уволен от военной службы в чине коллежского асессора и причислен к Герольдии, а вскоре к Государственному вспомогательному для дворянства банку, в котором занял должность правителя канцелярии, 30 октября 1798 года был произведён в коллежские советники, затем был определён советником того же банка и 3 августа 1800 года произведён в статские советники.
2 сентября 1804 года Болгарский с производством в действительные статские советники был определён на должность Вятского гражданского губернатора, в которой особенно отличился при «усмирении» Юскинской волости, населённой удмуртами, и быстрым сформированием милиции по Вятской губернии. По донесениям сенатора П. С. Рунича, ревизовавшего губернию в 1808 году, он был уволен от должности с преданием суду, но Сенатом и Государственным советом найден совершенно невиновным, и 9 августа 1818 года было Высочайше повелено зачесть все время нахождения его под судом в действительную службу.
В 1819 году Болгарский назначен членом в комитет по устройству Войска Донского. На этом посту Болгарский раскрыл значительные злоупотребления по питейным откупам и войсковому хозяйству. За время своей деятельности на Дону Болгарский возбудил сильнейшее негодование А. П. Ермолова, который в своих письмах А. А. Закревскому характеризовал Болгарского как «величайшего из разбойников, который, по старой привычке, грабил и на Дону». В свою очередь, А. И. Чернышёв высоко ценил Болгарского и долгое время протежировал ему.
В 1822 году Болгарский был назначен директором Департамента Государственных имуществ, а 21 апреля 1823 года определён сенатором, с производством в тайные советники. В 1826 г. был назначен в Верховный уголовный суд по делу декабристов.
Занимая в последнем звании различные должности, он, между прочим, состоял с 1831 года по 1841 год председателем Медицинского совета Министерства внутренних дел, в 1835—1836 годах — в командировке для приведения в действие нового Положения об управлении областью Войска Донского, с 1841 года — первоприсутствующим в общем собрании Сената и с 1843 года — членом общего собрания первых трёх департаментов; кроме того, в 1837 году он произвёл ревизию Департамента Государственных имуществ и по окончании работ ревизии он был пожалован 2 апреля 1838 года в чин действительного тайного советника. В 1841 году получил знак отличия за 50 лет беспорочной службы.
В январе 1847 года Болгарский был уволен от службы и скончался 7 марта 1848 года в Санкт-Петербурге, похоронен на Смоленском православном кладбище.

## Награды
За свою службу Болгарский был награждён рядом орденов, в их числе:
- Орден Святой Анны 2-й степени
- Орден Святой Анны 1-й степени (1820 год; Императорская корона к этому ордену пожалована в 1830 году)
- Орден Святого Владимира 2-й степени (1826 год)
- Орден Белого орла (1834 год)
- Орден Святого Александра Невского (1842 год)

Кроме того, он неоднократно получал иные награды: в 1790 году часы, осыпанные бриллиантами от Императрицы Екатерины II; в 1803 году бриллиантовый перстень; в 1821 году аренду в 2000 рублей серебром; в 1831 году табакерку с вензелевым изображением имени Императора Николая I, в 1835 году — единовременно 50 тысяч рублей; в 1836 — аренду в 2500 рублей серебром.